# Communauté de communes de la Haute Vallée d'Aure
La communauté de communes de la Haute Vallée d'Aure  est une ancienne communauté de communes française, située dans le département des Hautes-Pyrénées et la région Occitanie.

## Composition
Elle était composée des communes suivantes :
| Nom                 | Code Insee | Gentilé      | Superficie (km2) | Population (dernière pop. légale) | Densité (hab./km2) |
| ------------------- | ---------- | ------------ | ---------------- | --------------------------------- | ------------------ |
| Vielle-Aure (siège) | 65465      | Viellaurois  | 5,38             | 341 (2014)                        | 63                 |
| Aragnouet           | 65017      | Aragnouetois | 108,29           | 239 (2014)                        | 2,2                |
| Azet                | 65058      | Azetois      | 26,63            | 157 (2014)                        | 5,9                |
| Bourisp             | 65106      | Bourispais   | 1,90             | 157 (2014)                        | 83                 |
| Cadeilhan-Trachère  | 65117      | Cadeilhanois | 4,86             | 40 (2014)                         | 8,2                |
| Camparan            | 65124      | Camparanais  | 2,35             | 62 (2014)                         | 26                 |
| Ens                 | 65157      | Ensois       | 3,49             | 31 (2014)                         | 8,9                |
| Estensan            | 65172      | Estensanais  | 1,54             | 38 (2014)                         | 25                 |
| Grailhen            | 65208      | Grailhenots  | 6,06             | 20 (2014)                         | 3,3                |
| Guchan              | 65211      | Guchanais    | 2,59             | 137 (2014)                        | 53                 |
| Sailhan             | 65384      | Sailhanais   | 2,64             | 134 (2014)                        | 51                 |

## Démographie
| 1999  | 2012 |
| ----- | ---- |
| 1 382 | -    |

## Liste des Présidents successifs
| Période                                  | Période  | Identité      | Étiquette | Qualité |
| ---------------------------------------- | -------- | ------------- | --------- | ------- |
| 2003                                     | en cours | Maryse Beyrie |           |         |
| Les données manquantes sont à compléter. |          |               |           |         |